# Liga Futebol Amadora Segunda Divisão
Die Liga Futebol Amadora Segunda Divisão (LFA-Segunda Divisão) ist die zweite Liga der Liga Futebol Amadoras. Ihre Spiele werden in Dili, der Hauptstadt Osttimors im Estádio Municipal de Dili ausgetragen.

## Geschichte
Gegründet wurde sie mit den Dachverband der Liga Futebol Amadora und der Primeira Divisão 2015.

## Teilnehmende Mannschaften 2023
| Team                            | Gemeinde (Ort)      |
| ------------------------------- | ------------------- |
| Dili Institute of Technology FC | Dili (Dili)         |
| AS Marca FC                     | Dili (Dili)         |
| FC Zebra                        | Baucau (Baucau)     |
| Santa Cruz Futebol Clube Dili   | Dili (Dili)         |
| FC Estudante Fitun              | Dili (Dili)         |
| FC Lica-Lica Lemorai            | Viqueque (Viqueque) |
| FC Nagardjo                     | Dili (Dili)         |
| Kablaki FC                      | Manufahi (Same)     |

## Ewige Tabelle der Segunda Divisão
Die Ewige Tabelle der Segunda Divisão ist eine statistische Auflistung aller Ligaspiele der Liga Futebol Amadora Segunda Divisão seit ihrer Gründung 2015. Der Berechnung wird die Drei-Punkte-Regel zugrunde gelegt (drei Punkte pro Sieg, ein Punkt pro Unentschieden). Zur ersten Saison traten 13 Teams an. Zur neuen Saison 2017 soll ein neuer Verein hinzu kommen.
Fettgedruckte Vereine spielen in der Saison 2019 in der Segunda Divisão. Die drittletzte Spalte gibt die durchschnittlich pro Spiel gewonnene Punktzahl an. Die dritte Spalte (Jahre) gibt an, wie viele komplette Spielzeiten der Verein schon in der Segunda Divisão gespielt hat.
| Pl. | Verein                          | Jahre | Sp. | S  | U  | N  | T+ | T- | Diff. | Punkte | Ø-Pkt. | Titel | Spielzeiten                           |             |
| --- | ------------------------------- | ----- | --- | -- | -- | -- | -- | -- | ----- | ------ | ------ | ----- | ------------------------------------- | ----------- |
| 1.  | Assalam FC                      | 3     | 32  | 23 | 5  | 4  | 86 | 31 | +55   | 74     | 2,31   | 1     | Liga Futebol Amadora Primeira Divisão | 2016–2018   |
| 2.  | FC Lica-Lica Lemorai            | 3+    | 29  | 11 | 11 | 7  | 57 | 38 | +19   | 44     | 1,52   | 0     | Liga Futebol Amadora Segunda Divisão  | 2016–       |
| 3.  | FC Nagardjo                     | 3+    | 27  | 11 | 8  | 8  | 24 | 34 | −10   | 41     | 1,52   | 0     | Liga Futebol Amadora Segunda Divisão  | 2016–       |
| 4.  | Atlético Ultramar               | 2     | 17  | 13 | 1  | 3  | 41 | 23 | +18   | 40     | 2,35   | 1     | Liga Futebol Amadora Primeira Divisão | 2016–2017   |
| 5.  | Sporting Clube de Timor         | 3+    | 27  | 9  | 6  | 12 | 44 | 52 | −8    | 33     | 1,22   | 0     | Liga Futebol Amadora Segunda Divisão  | 2016–       |
| 6.  | Aitana FC                       | 2+    | 23  | 9  | 6  | 8  | 38 | 37 | +1    | 33     | 1,43   | 0     | Liga Futebol Amadora Segunda Divisão  | 2017–       |
| 7.  | FC Zebra                        | 2+    | 16  | 9  | 3  | 4  | 31 | 22 | +9    | 30     | 1,88   | 0     | Liga Futebol Amadora Segunda Divisão  | 2016, 2018– |
| 8.  | Santa Cruz Futebol Clube Dili   | 3+    | 27  | 7  | 7  | 13 | 41 | 65 | −24   | 28     | 1,04   | 0     | Liga Futebol Amadora Segunda Divisão  | 2016–       |
| 9.  | FC Lalenok United               | 1     | 11  | 8  | 2  | 1  | 30 | 11 | +19   | 26     | 2,36   | 0     | Liga Futebol Amadora Primeira Divisão | 2018–2019   |
| 10. | Dili Institute of Technology FC | 1+    | 10  | 8  | 1  | 1  | 49 | 13 | +36   | 25     | 2,5    | 0     | Liga Futebol Amadora Segunda Divisão  | 2017, 2019– |
| 11. | Kablaki FC                      | 3+    | 27  | 5  | 8  | 14 | 35 | 67 | −32   | 23     | 0,85   | 0     | Liga Futebol Amadora Segunda Divisão  | 2016–       |
| 12. | YMCA FC                         | 2     | 17  | 5  | 5  | 7  | 26 | 37 | −11   | 20     | 1,18   | 0     | -                                     | 2016–2017   |
| 13. | Cacusan CF                      | 1+    | 6   | 5  | 1  | 0  | 25 | 9  | +16   | 16     | 2,67   | 1     | Liga Futebol Amadora Segunda Divisão  | 2016, 2019– |
| 14. | FC Café                         | 2     | 16  | 3  | 6  | 7  | 29 | 40 | −11   | 15     | 0,94   | 0     | -                                     | 2016–2017   |
| 15. | FC Estudante Fitun Lorosae      | 1+    | 11  | 3  | 3  | 5  | 9  | 14 | −5    | 12     | 1,09   | 0     | Liga Futebol Amadora Segunda Divisão  | 2018–       |
| 16. | FC Lero                         | 1+    | 11  | 3  | 1  | 7  | 10 | 26 | −16   | 10     | 0,91   | 0     | Liga Futebol Amadora Segunda Divisão  | 2018–       |
| 17. | FC Porto Taibesse               | 1+    | 11  | 3  | 1  | 7  | 14 | 26 | −12   | 10     | 0,91   | 0     | Liga Futebol Amadora Segunda Divisão  | 2018–       |
| 18. | ADR União de Timor              | 2     | 17  | 2  | 1  | 14 | 17 | 56 | −39   | 7      | 0,41   | 0     | -                                     | 2016–2017   |
| 19. | Sport Dili e Benfica            | 2     | 15  | 1  | 2  | 12 | 13 | 48 | −35   | 5      | 0,33   | 0     | -                                     | 2016–2017   |

Stand: Saisonende 2018